# Самюел ван Гоґстратен
Самюел Діркс ван Гоґстратен (нід. Samuel Dirksz van Hoogstraten; 2 серпня 1627, Дордрехт — 19 жовтня, 1678, Дордрехт) — нідерландський (голландський) художник, гравер, письменник, теоретик мистецтва XVII ст.

## Життєпис
Народився у місті Дордрехт. Був старшим в родині батьків, котра мала семеро дітей. Батько, Дірк ван Гогстратен, був художником. Первісні художні навички здобув у майстерні батька.

## В майстерні Рембрандта
По смерті батька син покинув Дордрехт і перебрався у Амстердам, де близько 1642 року став помічником і учнем в майстерні Рембрандта.
В цей період звернувся до створення релігійних композицій, почав писати портрети, натюрморти. Окрім Рембрандта на творчу манеру молодого митця справили враження твори Пітера де Гоха, Ієронімуса Вірікса (у останнього опановував техніку гравюри).
На творчість Гогстратена та інших голландських художників першої половини XVII ст. справило значний вплив винахід та вдосконалення різноманітних оптичних приладів, таких, як камера обскура і телескоп.
В майстерні Рембрандта заприятелював із художником Карелом Фабріціусом, що експериментував з перспективою. До експериментів з перспективою був залучений і сам Самюел ван Гогстратен. Наслідками були створення натюрмортів жанру тромплей та дивацька перспективна іграшка — «чарівний ящик», де через отвір глядач міг бачити мініатюрний інтер'єр голландського будиночка, з його затишними куточками, альковами, кімнатами. Один з таких ящиків знаходиться у Лондонській національній галереї.

## Творчість зрілого періоду і мандри митця
Самюел ван Гогстратен починав як портретист. Він використовував звичну на той час схему парадного портрета, нічого нового в неї не вносячи. 1651 року він відбув у подорож. У період 1651—1653 рр. працював у місті Відень, деякий час при імператорському дворі. Фердинанд III нагородив митця медаллю і золотим ланцюжком, що не втримало художника у Відні.
Він відвідав і Рим, де став членом товариства «Перелітні птахи», його ім'я там було Батавьєр. Знайомство з мистецькими скарбами папського Рима, що став відомим у Європі бароковим центром, мало відбилося на творчості Гогстратена. У період 1662–1666 рр. він перебував у Лондоні, а потім у місті Гаага. 1667 року він перебрався у Дордрехт, де працюватиме до смерті.
Мав рідного брата. Ян ван Гогстратен був теж художником і створював картини історичного та побутового жанру.

## Поет і письменник

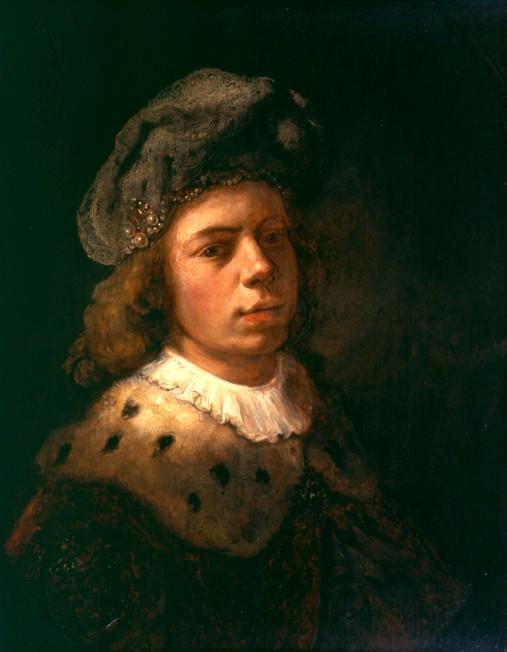
Самюел ван Гогстратен
(автопортрет)

Незважаючи на досить спокійний художній темперамент та малу кількість створених картин, обдарування Гогстратена мало риси універсальності. Це відбилося в створенні графічних портретів, сонетів, театральних драм.
Гогстратен — автор видання «Введення у мистецтво живопису» (Роттердам, 1678). Твір відносять до найцікавіших і найамбітніших теоретичних творів, котрі були надруковані у Голландії XVII ст. Гогстратен вивчав теоретичні твори попередників і часто посилався на думки і висновки античних і сучасних йому теоретиків. Як автор торкався питань художніх переконань митця, перспективи, зв'язку живопису з філософією тощо. Найзначущими в творі були зафіксовані думки про мистецтво Рембрандта, котрий не писав трактатів, а твір Гогстратена відтак набув рис мемуарів.
Життєпис Гогстратена створив його учень Арнольд Гаубракен, тому більшість біографічних свідоцтв збережені завдяки Гаубракену.

## Учні
Мав власну майстерню, куди брав учнів.
Найбільшу популярність серед учнів майстра вибороли Арнольд Гаубракен (1660—1719), більш відомий як історіограф, Готфрід Схалкен (1643—1706), Коренеліс ван дер Мейлен (1642—1691) та Арт де Гелдер (1645—1727).

## Смерть
Помер в місті Дордрехт 19 жовтня 1678 року.

## Вибрані твори

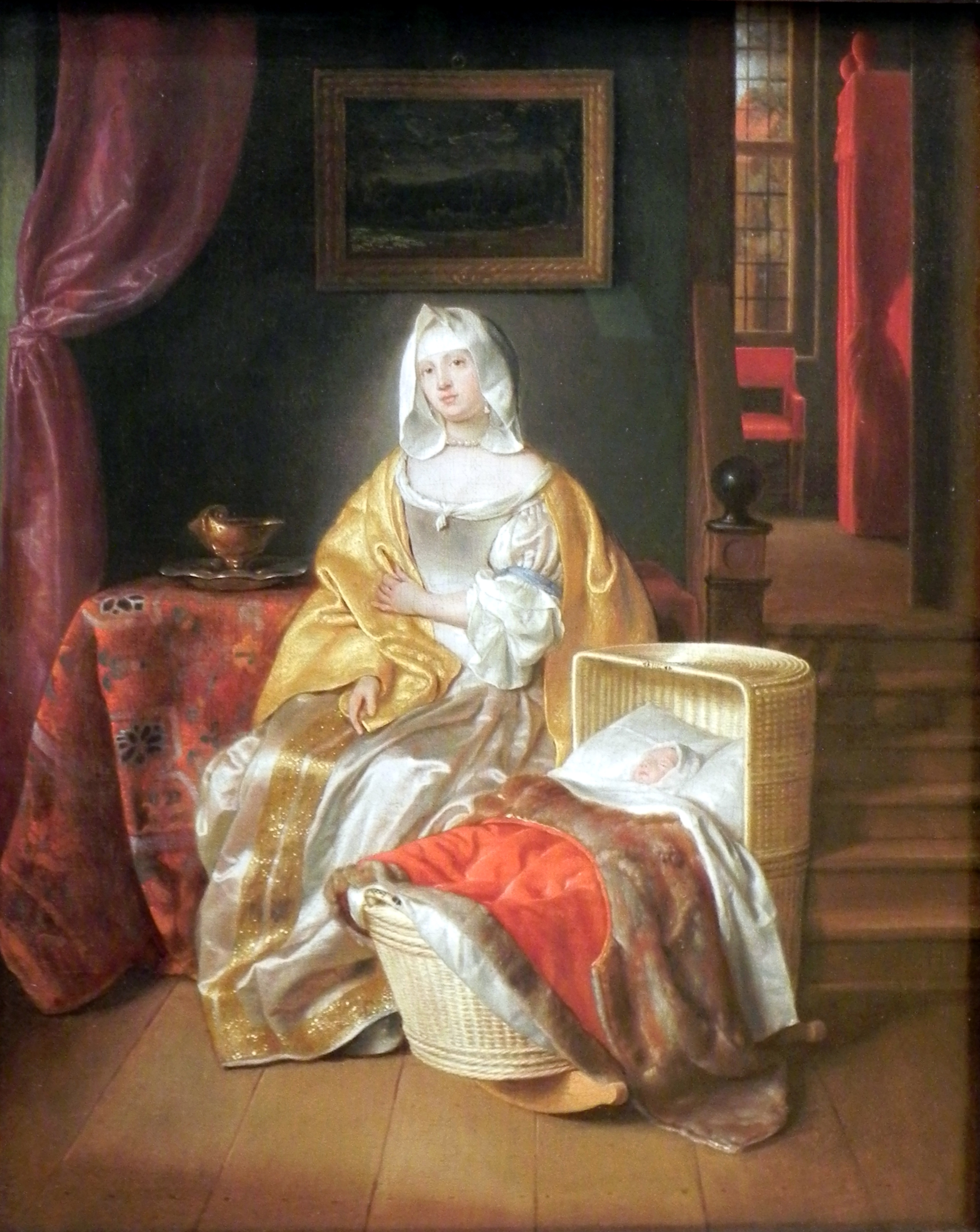
«Мати біля колиски в заможному будинку», до 1670 р., Музей Бойманс ван Бенінгена

- «Молода жінка біля голландської двері», 1645 р., Художній інститут Чикаго
- «Поклоніння пастухів немовляті Христу», 1647 р., музей Дордрехта
- «Автопортрет у вікні»
- «Йоган Корнеліс Війгебон з дружиною в садку», 1647 р., приватна збірка
- «Автопортрет з натюрмортом у жанрі марнота марнот»
- «Бургпац у місті Відень», 1652 р., Музей історії мистецтв
- «Старий виглядає з вікна», 1653 р., Музей історії мистецтв, Відень
- «Коридор», 1658 р., Лувр, Париж
- «Тромплей», бл. 1664 р., Музей Дордрехта
- «Тромплей», до 1668 р., Карлсруе
- «Прощаня Товія з батьками»
- «Марнота марнот. Натюрморт з глобусом і скрипкою»
- «Дві жінки біля колиски з немовлям»
- «Матеус ван дер Брук, губернатор Індій, з золотою медаллю Ост-Індської компанії», 1670-ті рр.,Державний музей (Амстердам)
- «На шляху в Еммаус»
- «Нортон Неткбулл», британський політик, 1667 р.
- «Лікар у хворої на анемію», до 1670 р., Державний музей (Амстердам)
- «Мати біля колиски в заможному будинку», до 1670 р., Музей Бойманс ван Бенінгена

## Портретні гравюри

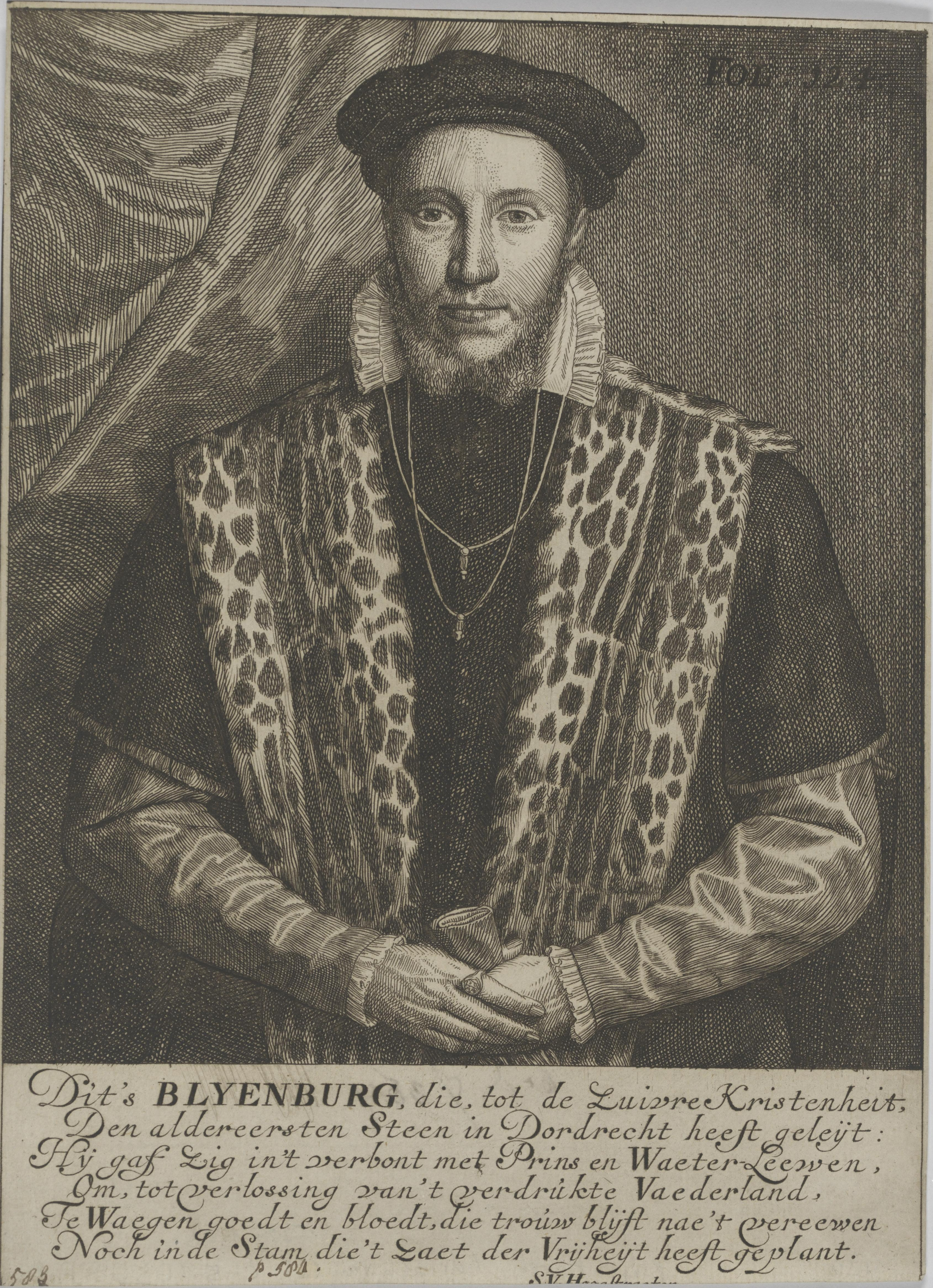
«Адріан ван Бленбург»
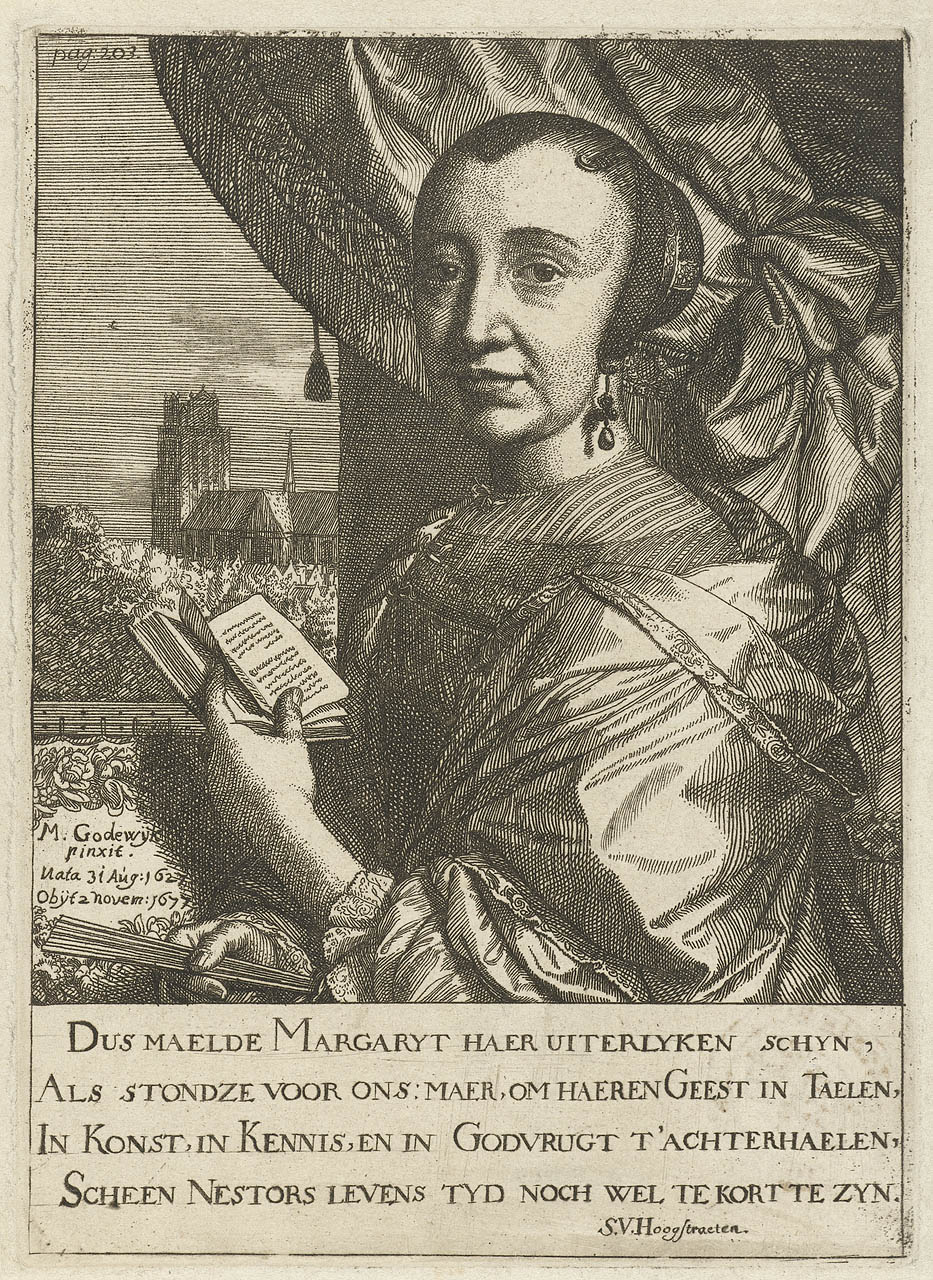
«Маргарита ван Годевійк»
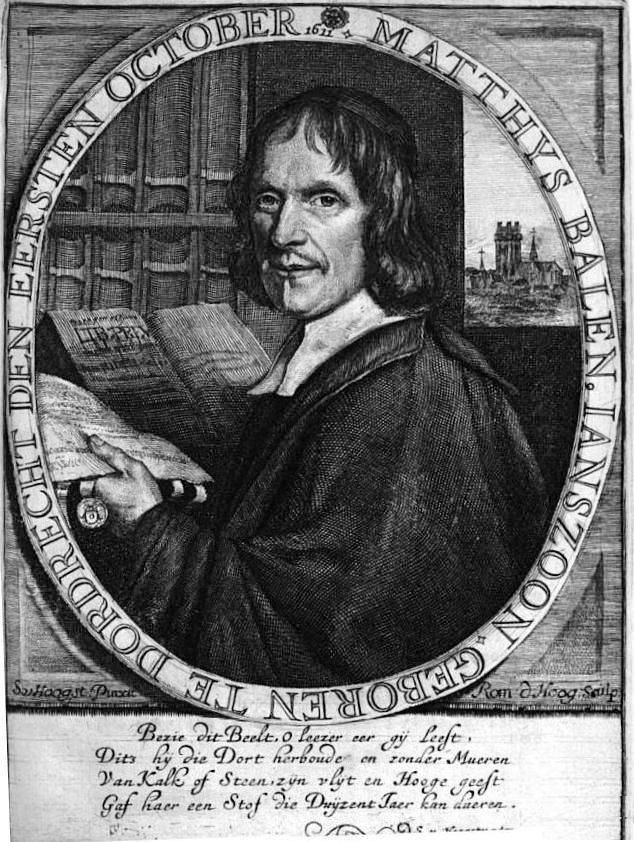
«Маттіс Бален»
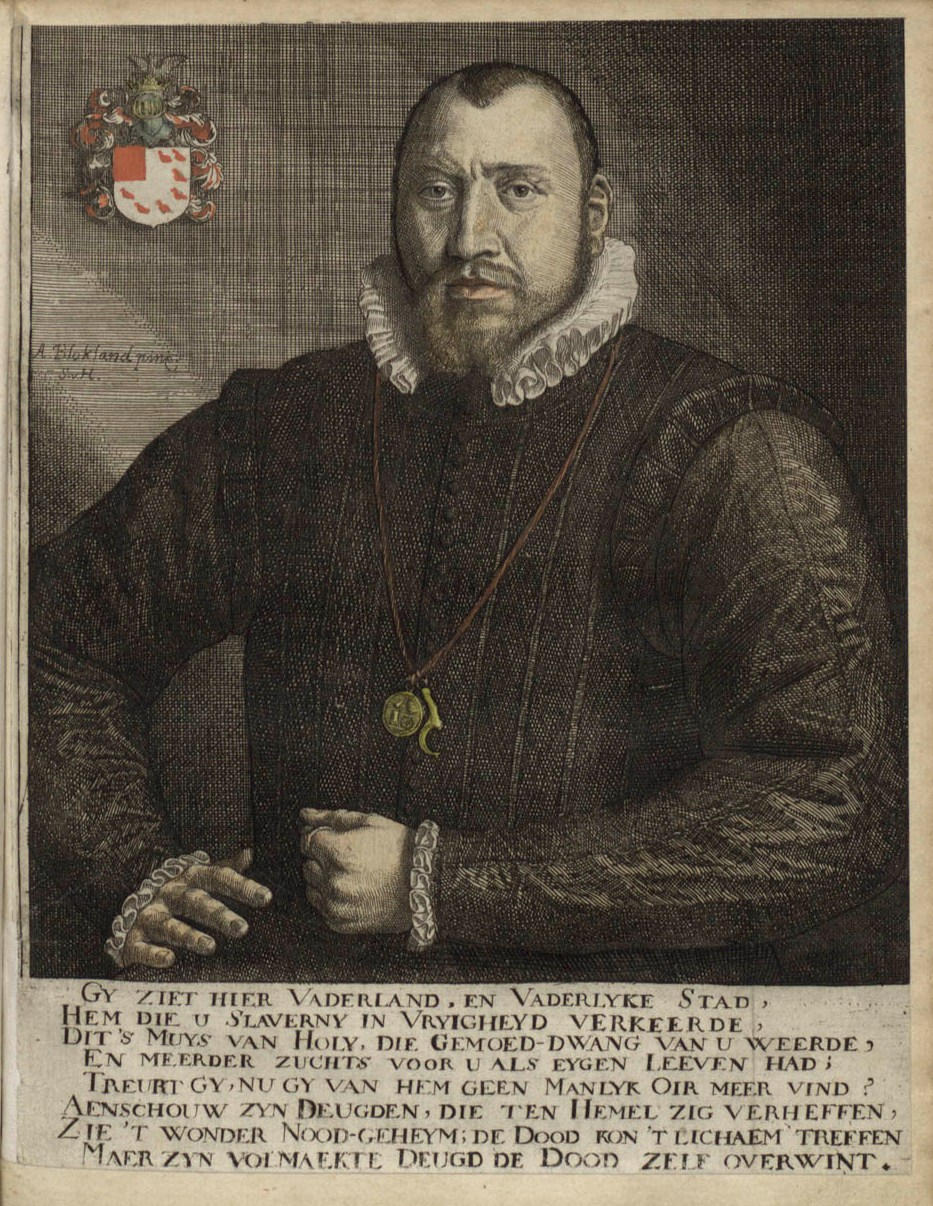
Якоб ван Мус Голі

## Натюрморти

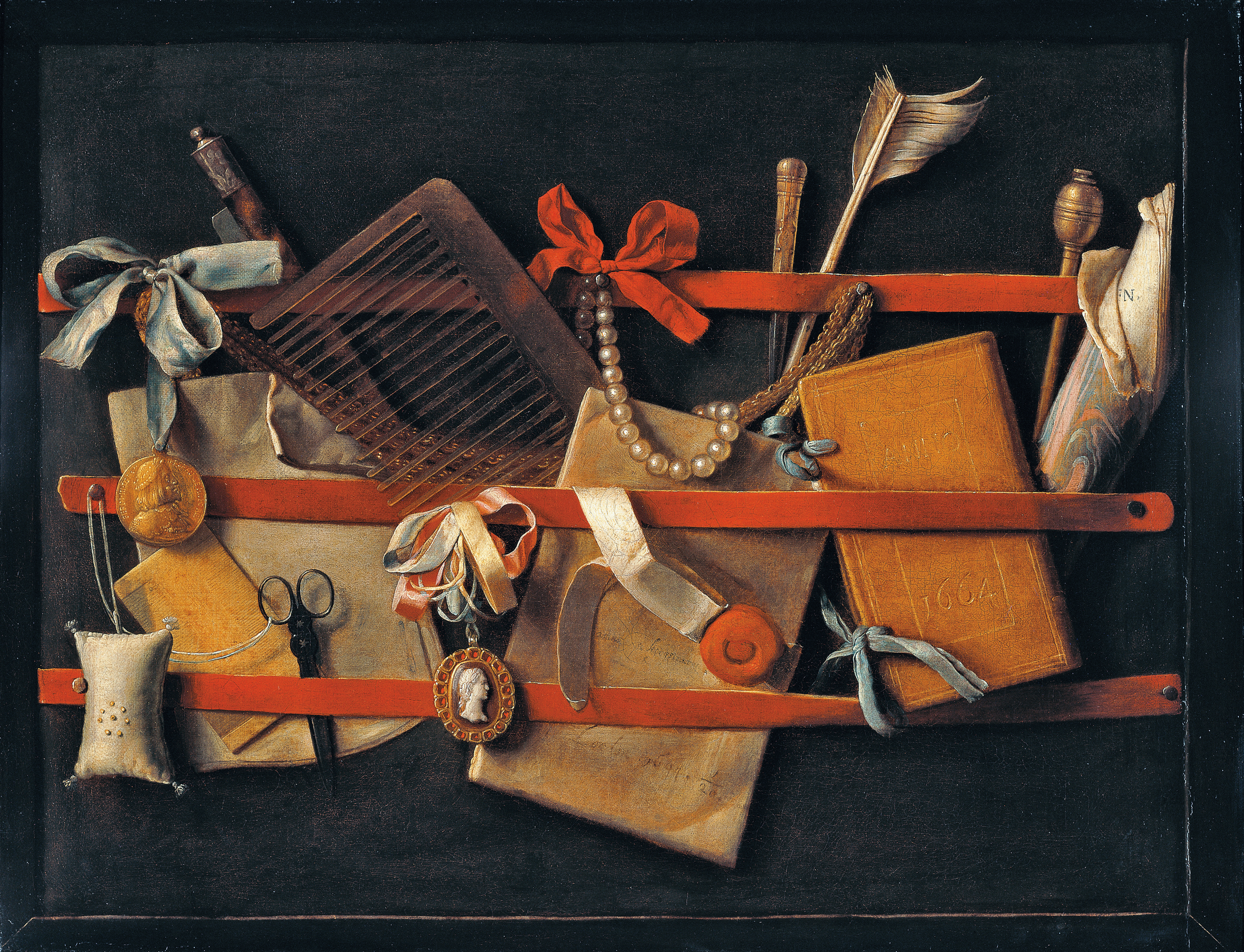
«Тромплей», бл. 1664 р., Музей Дордрехта
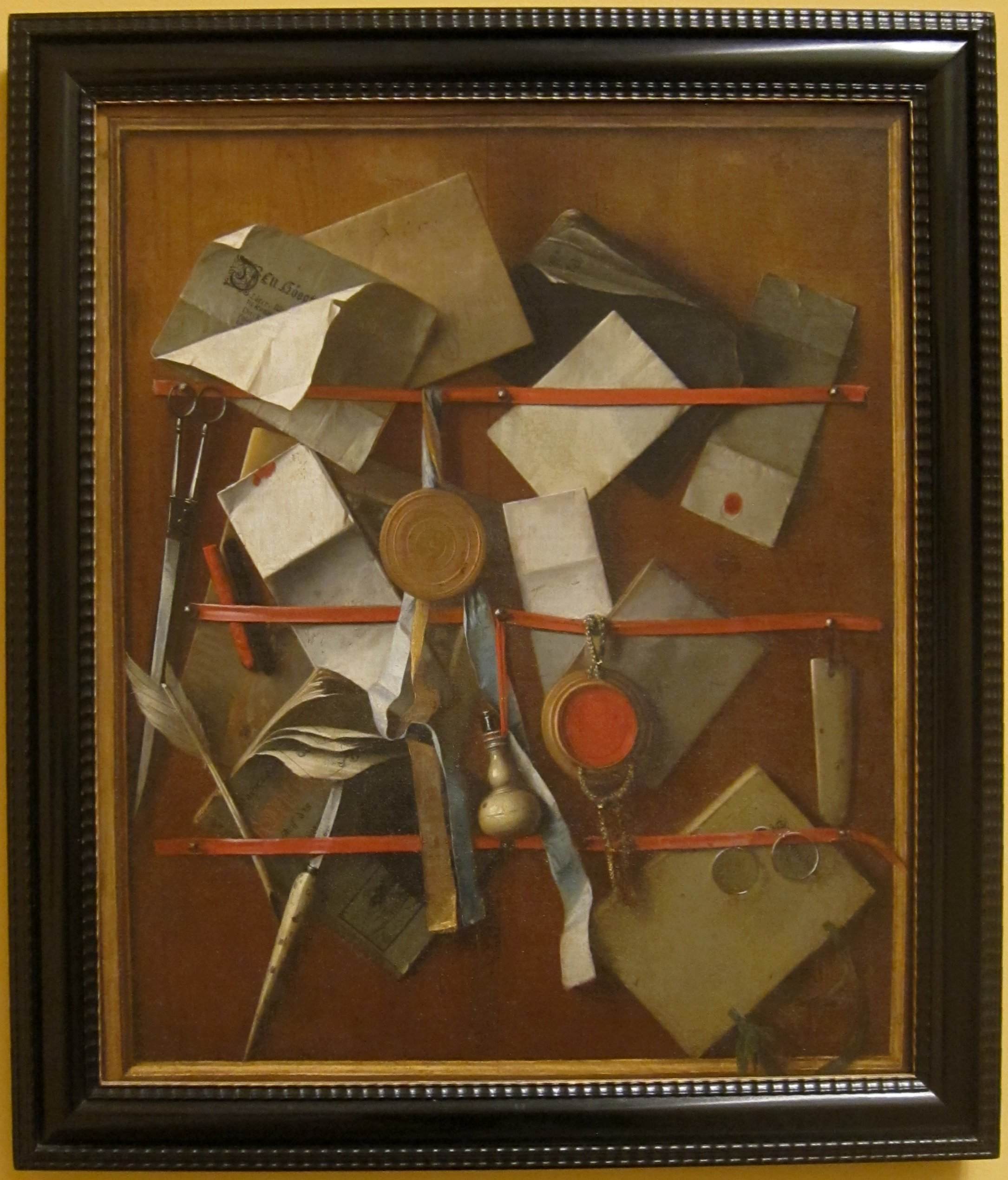
«Тромплей», бл. 1655 р., Музей Сан Дієго, Сполучені Штати
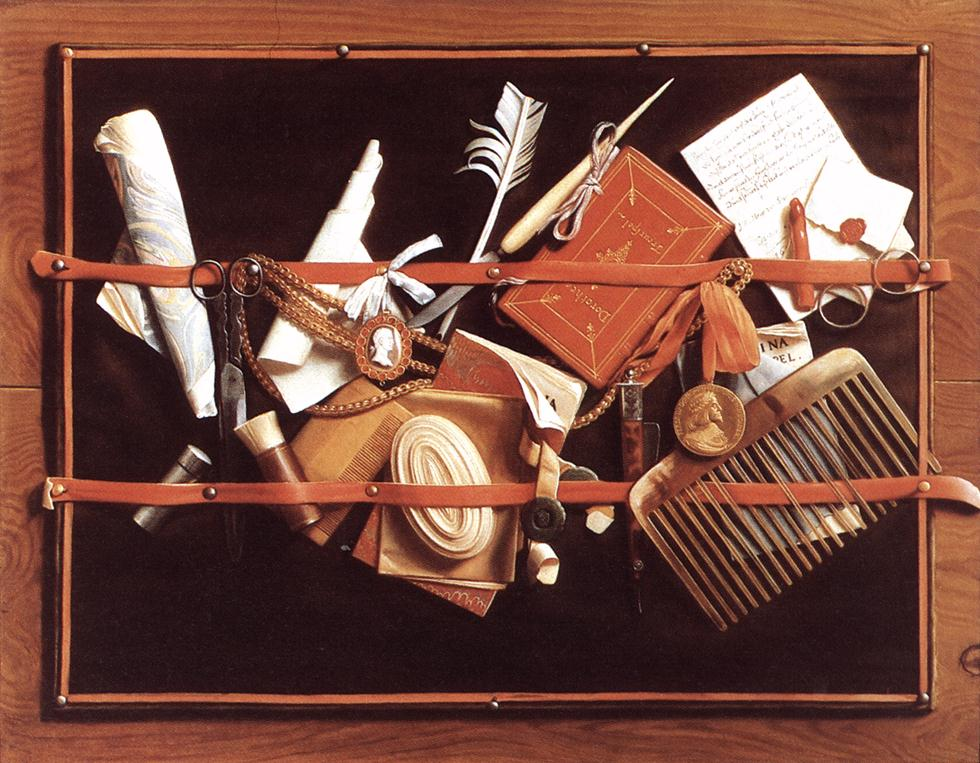
«Тромплей», до 1668 р., Карлсруе

## Картини різних жанрів

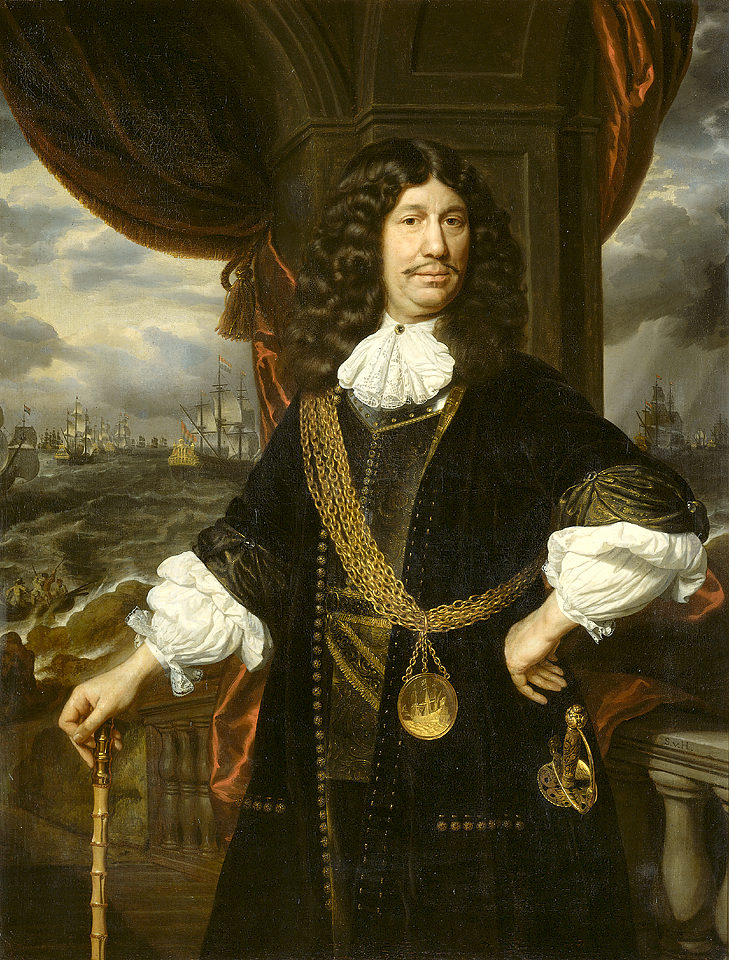
«Матеус ван дер Брук, губернатор Індій, з золотою медаллю Ост-Індської компанії», Державний музей (Амстердам)
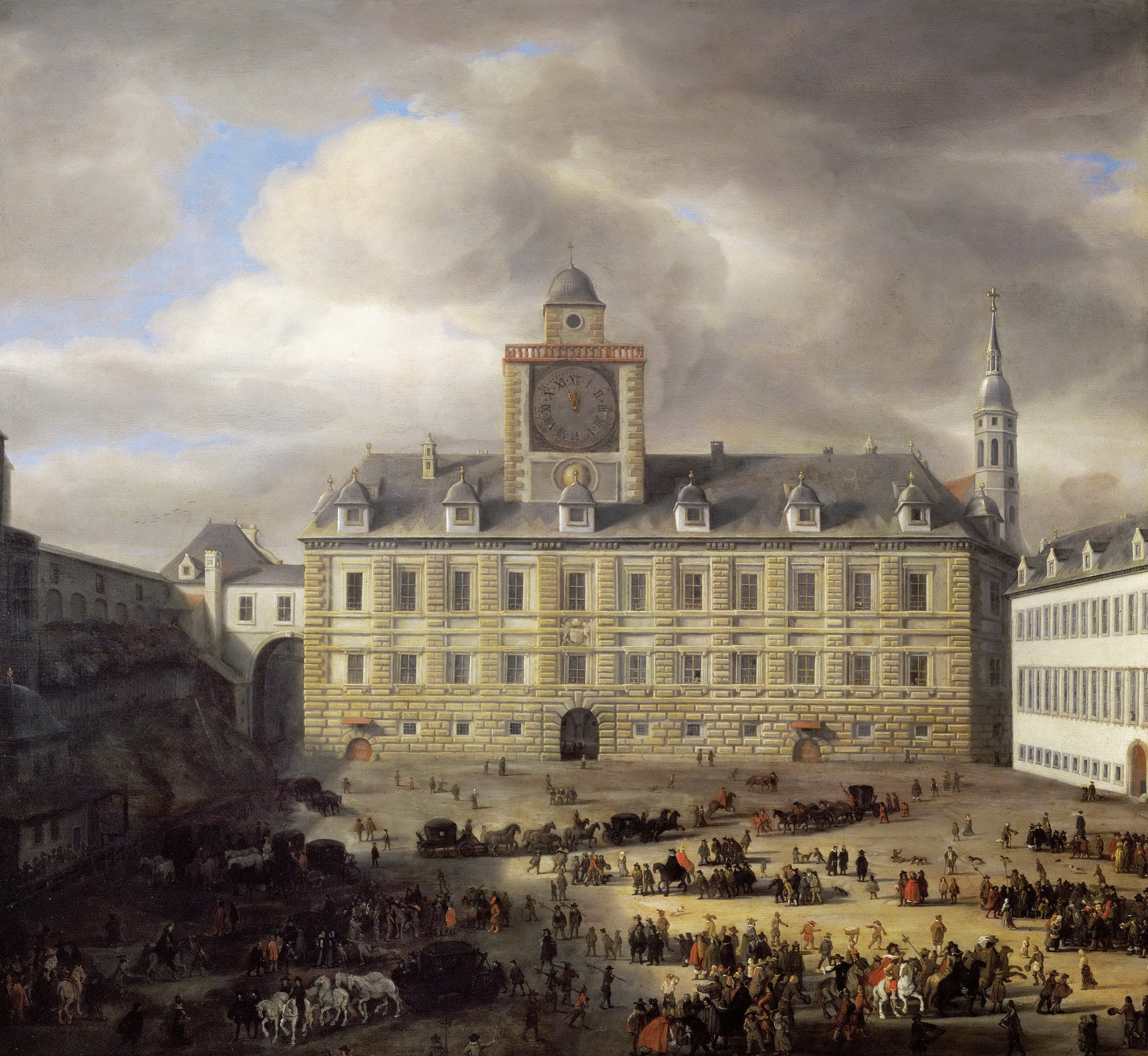
«Бургпац у місті Відень», 1652 р., Музей історії мистецтв
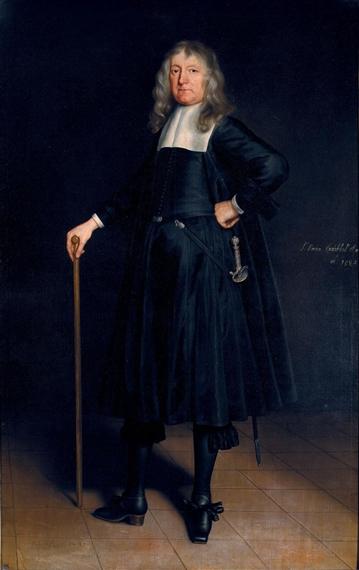
«Нортон Неткбулл», британський політик, 1667р.
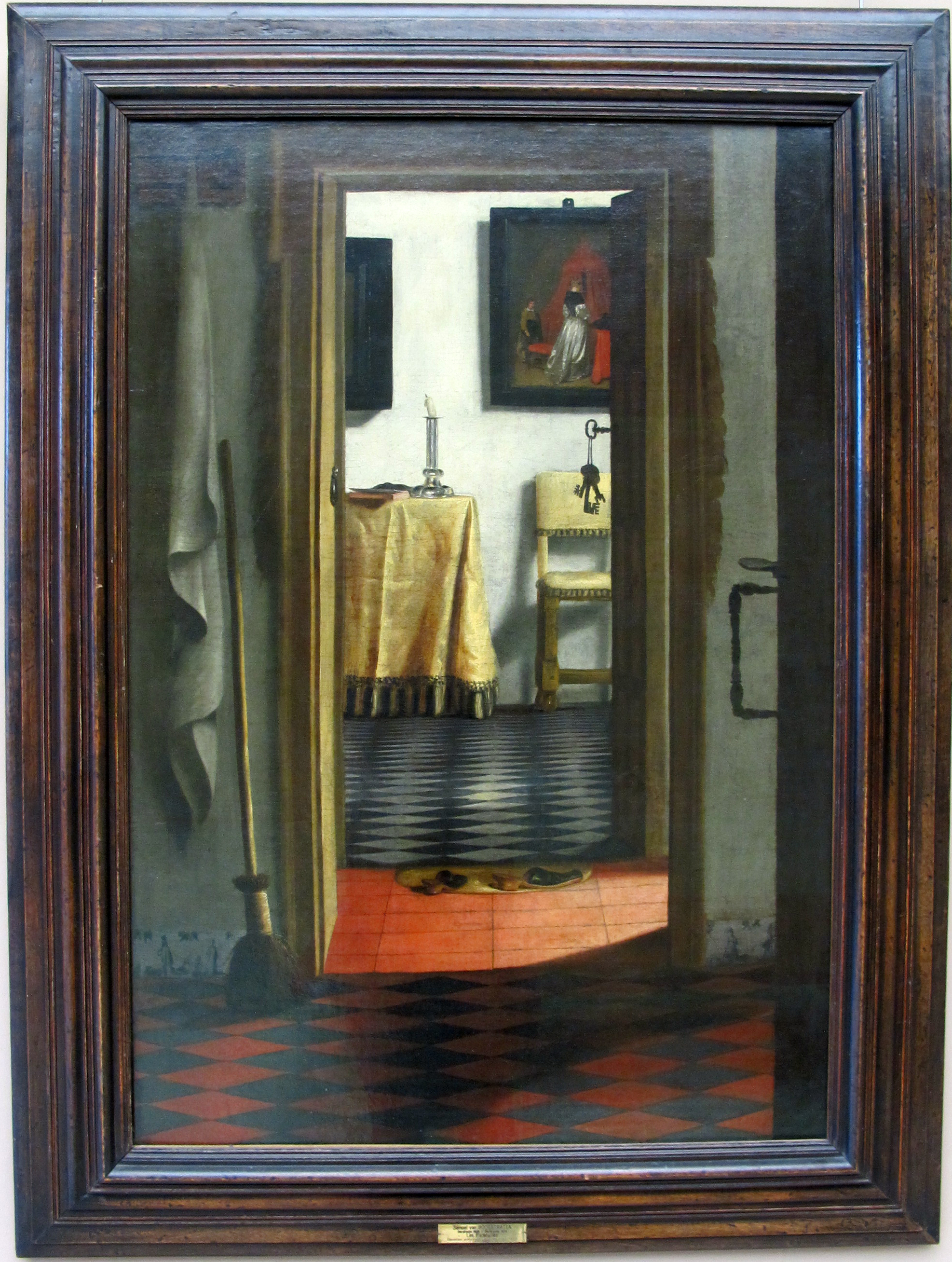
«Коридор», 1658 р., Лувр, Париж
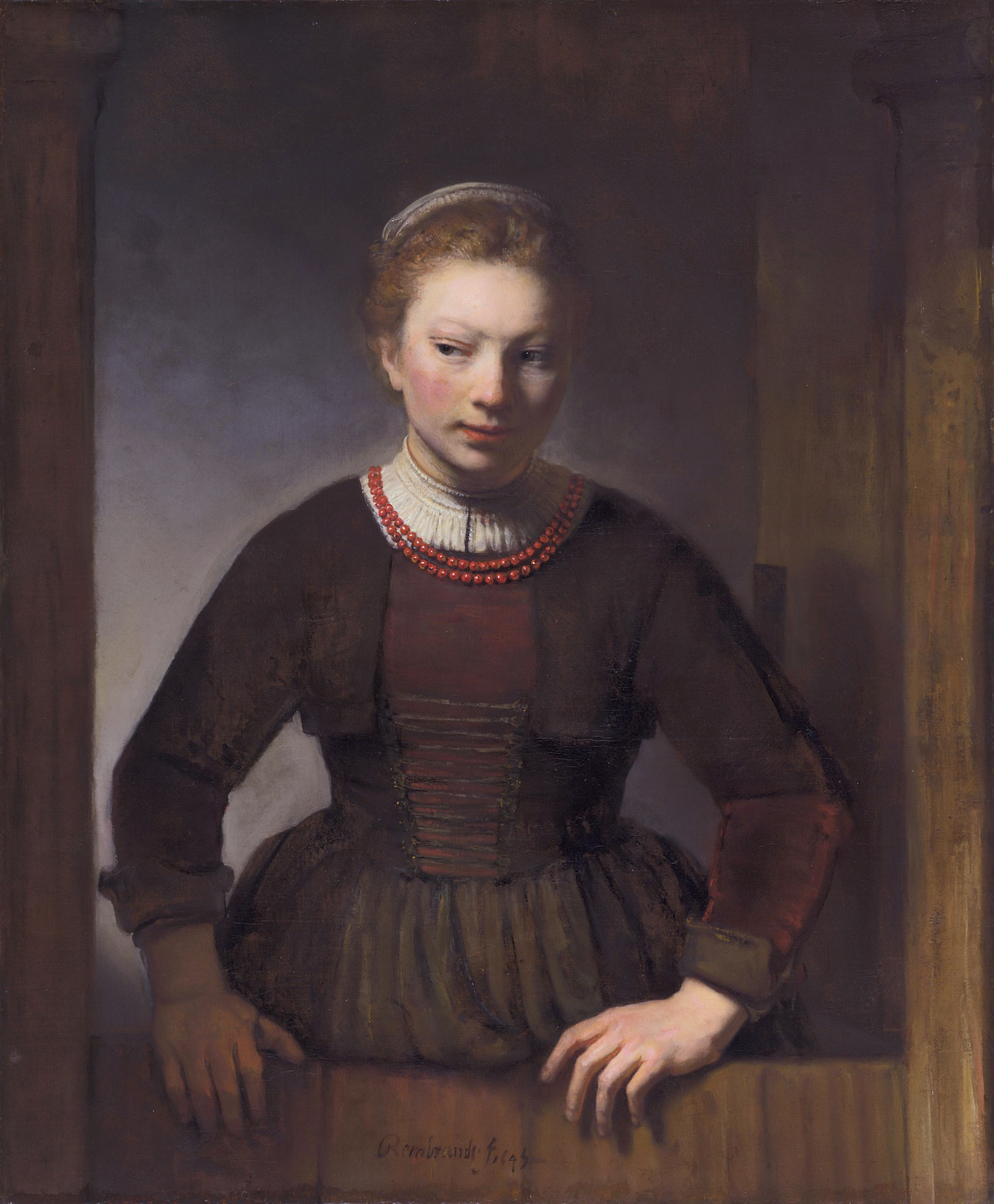
«Молода жінка біля голландської двері», 1645 р., Художній інститут Чикаго
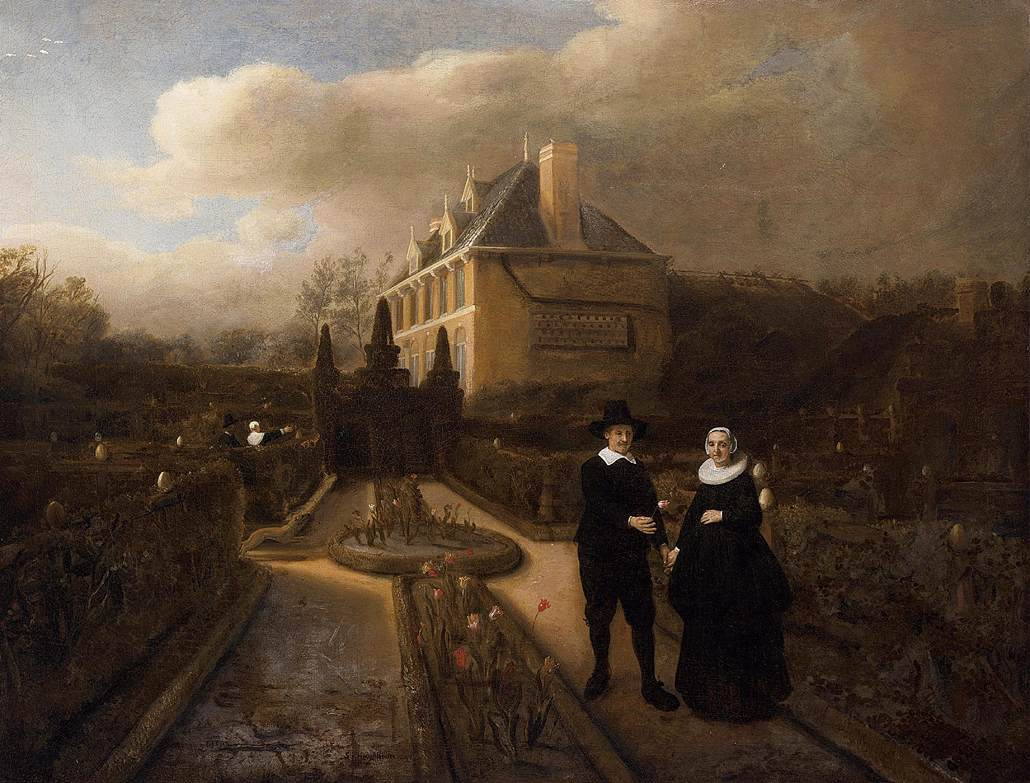
«Йоган Корнеліс Війгебон з дружиною в садку», 1647р., приватна збірка
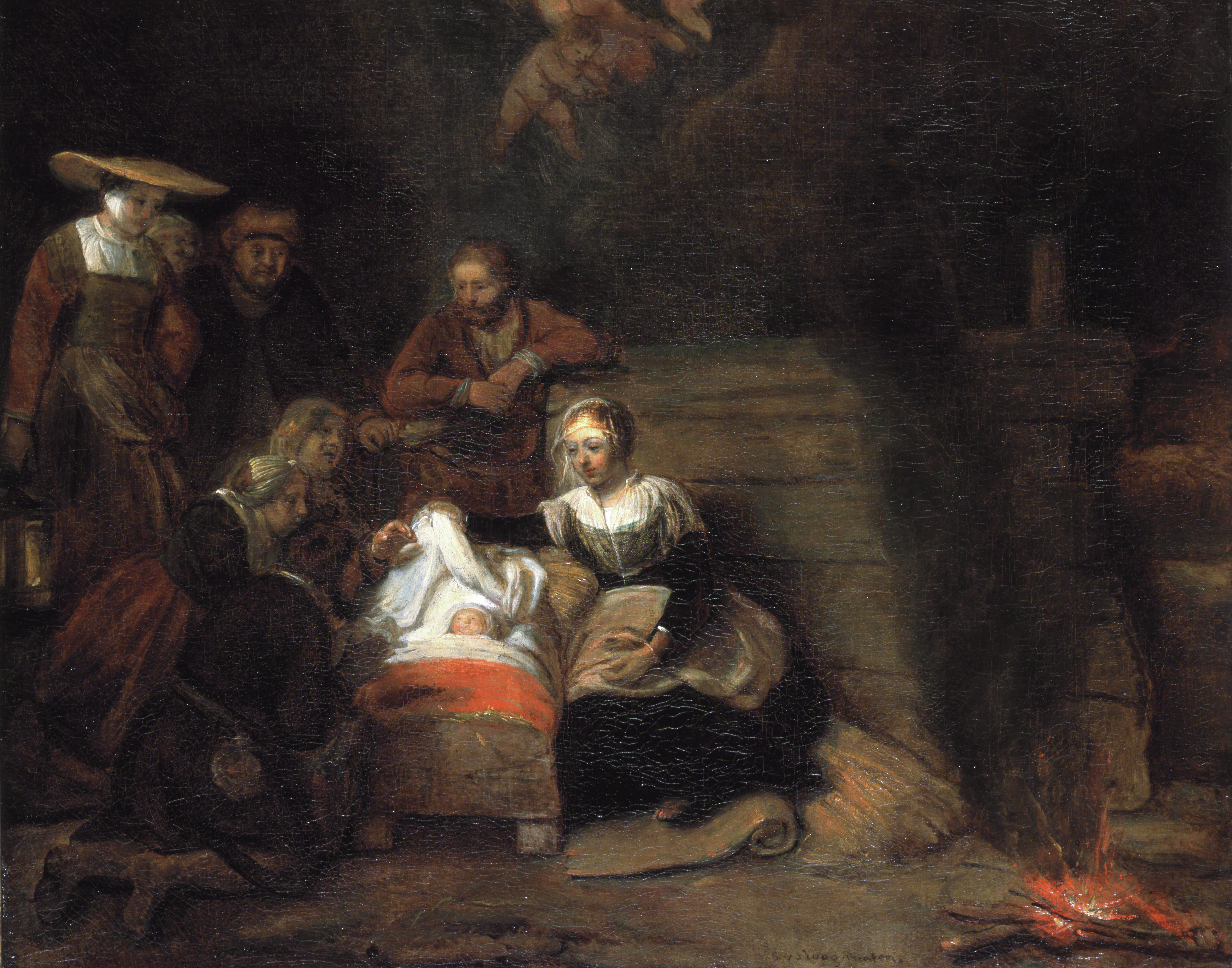
«Поклоніння пастухів немовляті Христу», 1647 р., музей Дордрехта